# Giuseppe Rapisardi

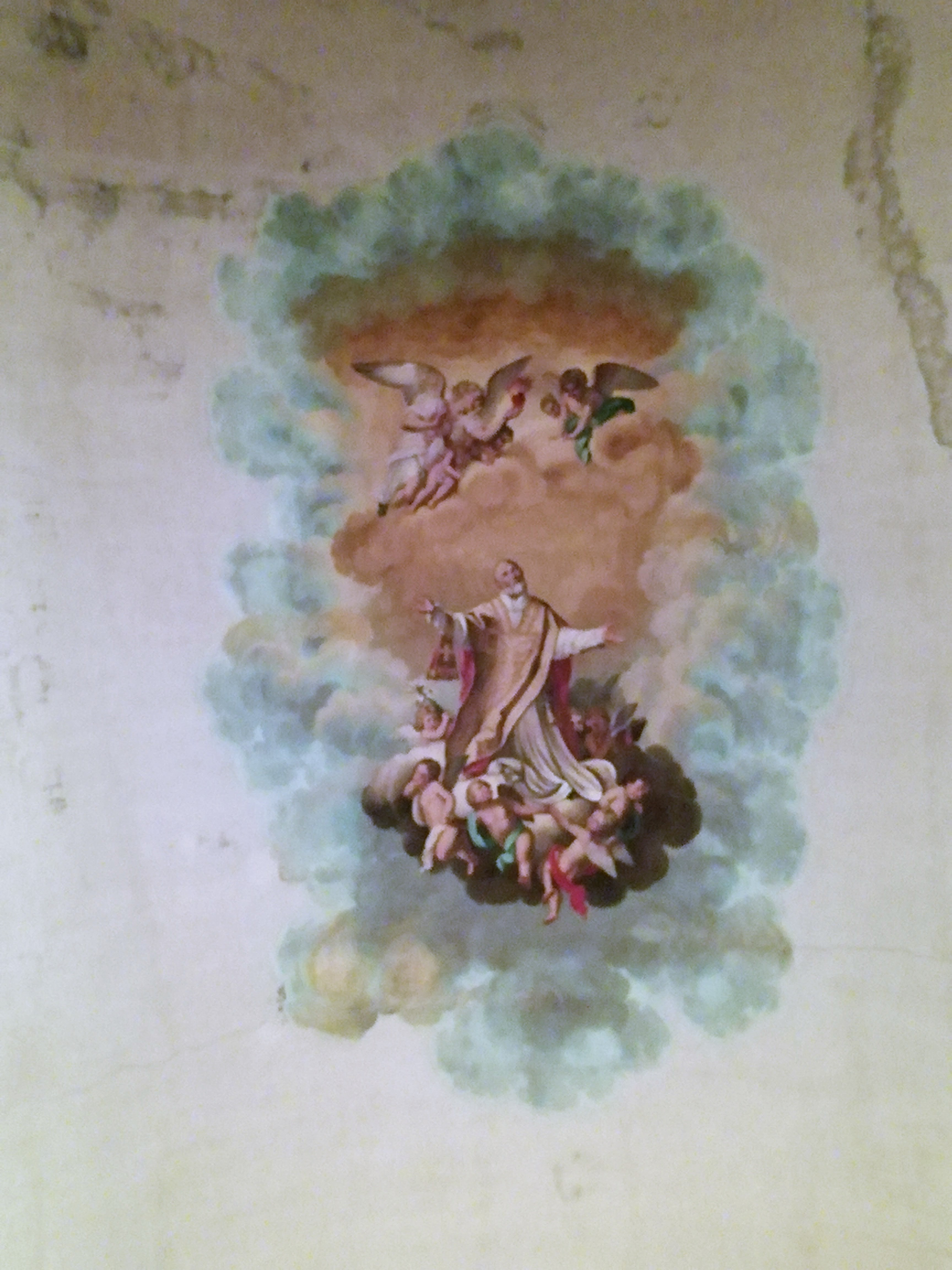
San Filippo Neri, chiesa dell'Oratorio della Congregazione di San Filippo Neri, Acireale.

Giuseppe Rapisardi (Catania, 15 gennaio 1799 – Catania, 8 aprile 1853) è stato un pittore italiano.

## Biografia
Fu allievo di Matteo Desiderato, ma la sua espressività artistica se ne differenziò presto. Fu prolifico autore di ritratti, se ne contano oltre 30, di tele e affreschi di soggetto sacro e storico. La sua arte è ispirata ai canoni stilistici del neoclassicismo, di gusto romantico.
Operò moltissimo nella sua città natale e nel circondario. Era solito inserire all'interno delle sue opere delle visioni dell'Etna viste dall'angolazione del paese di committenza. Il pittore Giuseppe Sciuti fu tra i suoi allievi.
Ebbe due figli: Francesco, che lavorò come architetto e scrittore, e Michele che continuò l'opera paterna.
Nelle sue opere era solito firmarsi col nome di Giuseppe Rapisarda.

## Elenco parziale delle opere
- Acireale (CT)

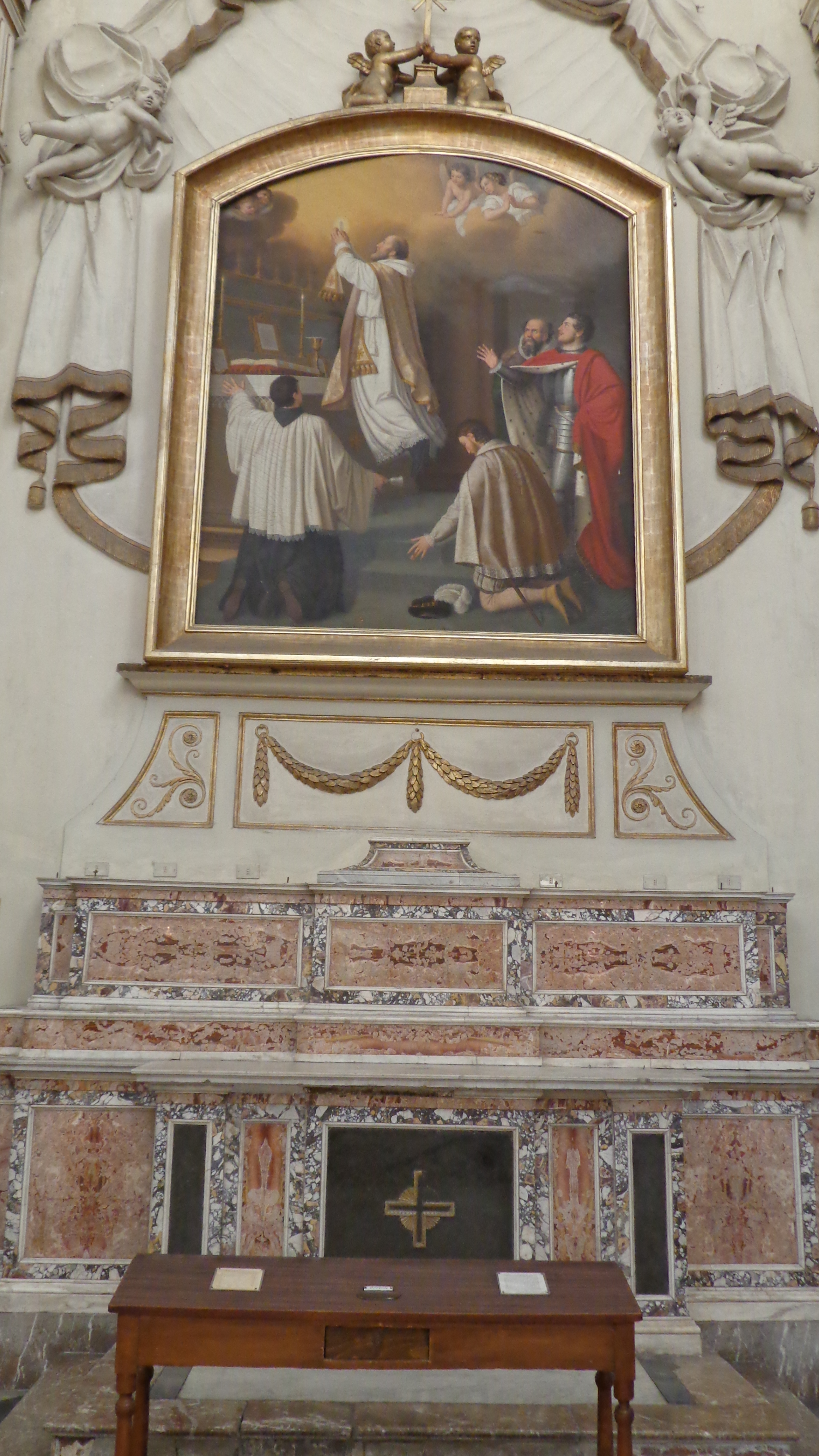
Estasi di San Giuseppe da Copertino, Chiesa di San Francesco d'Assisi all'Immacolata, Catania.

  - Affresco della volta, chiesa dell'Oratorio dei Padri Filippini[1].
  - XIX secolo, Ciclo, olio su tela su ovali raffigurante Santa Venera, Santa Teresa, San Filippo Neri, Sant'Alfonso de' Liguori, opere custodite nella chiesa di Santa Maria Odigitria.
- Adrano (CT)
  - Santa Lucia condotta al supplizio, chiesa di santa Lucia[2].
  - Timoleone ringrazia il dio Adrano per la vittoria su Icete, sipario del Teatro Bellini.
- Catania
  - Beato Bernardo Scammacca, dipinto, opera custodita sull'altare della Cappella di San Vincenzo Ferreri della chiesa di San Domenico.
  - Estasi di S. Giuseppe da Copertino, chiesa di San Francesco d'Assisi all'Immacolata[3].
  - Miracolo della mula di Bonvillo, controfacciata chiesa di San Francesco d'Assisi all'Immacolata.
  - Dio Padre, affresco riprodotto nel catino absidale della chiesa di San Giuliano
  - Dio Padre e San Pietro che consegna l'Evangelo a San Berillo, affreschi della cupola, chiesa di San Giuliano[4].
- Cerami (EN)
  - Assunzione, Abbazia di San Benedetto.
- Giarre (CT)
  - Madonna del Rosario, duomo di Sant'Isidoro Agricola[5].
  - Transito di San Giuseppe, duomo di Sant'Isidoro Agricola[5].
- Mascalucia (CT)
  - SS. Vito e Artemia, chiesa di San Vito martire[6].
- Santa Maria di Licodia (CT)
  - Sacra Famiglia, chiesa Madre.
- Trecastagni (CT)
  - Maria SS. delle Grazie, santuario dei Santi Alfio, Filadelfo e Cirino martiri[7].
  - Apoteosi dei SS. Martiri, santuario dei Santi Alfio, Filadelfo e Cirino martiri[7].
- Zafferana Etnea (CT)
  - Madonna della Provvidenza, chiesa Madre[8].

## Galleria d'immagini

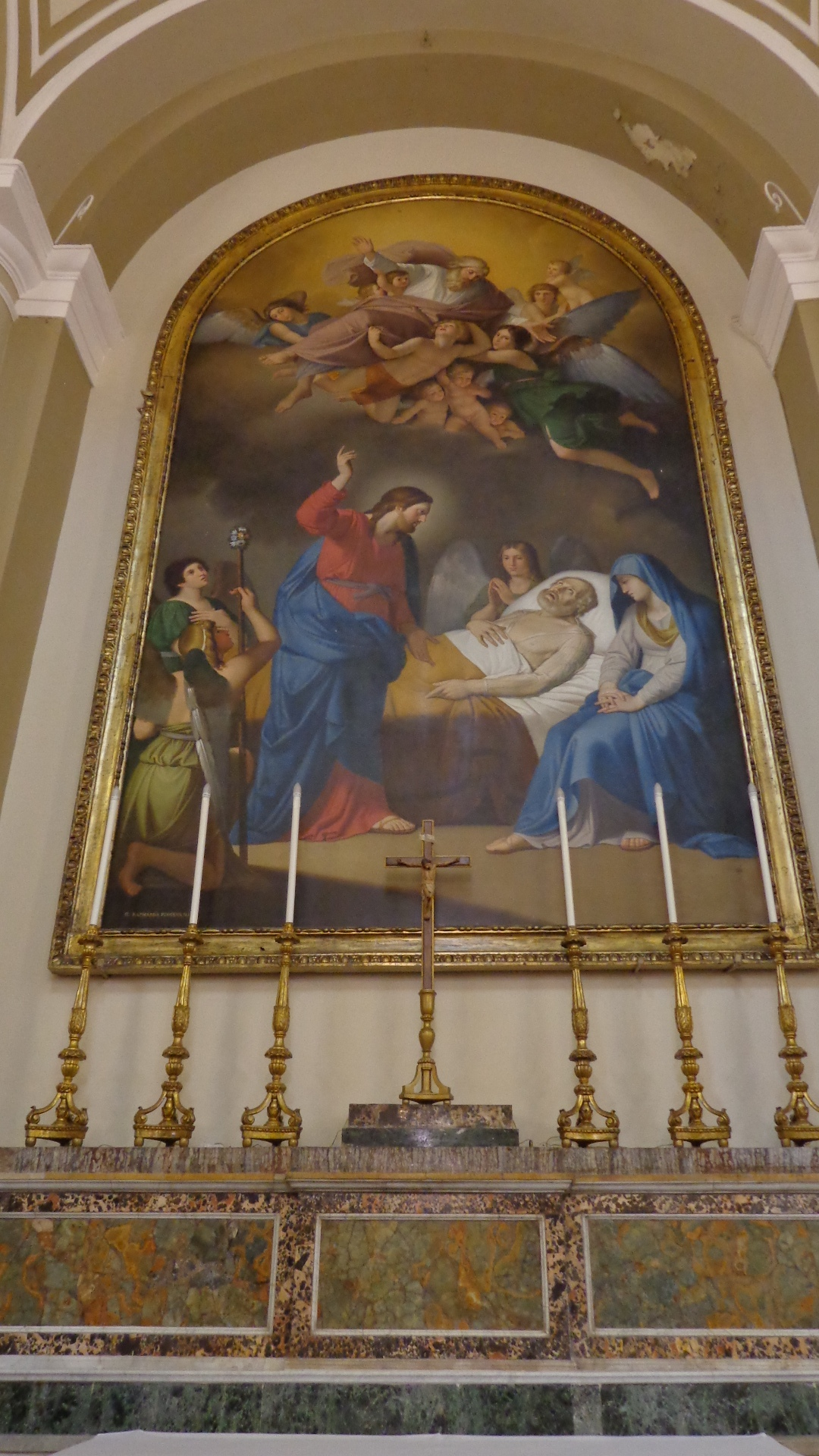
Transito di San Giuseppe, Chiesa di Sant'Isidoro
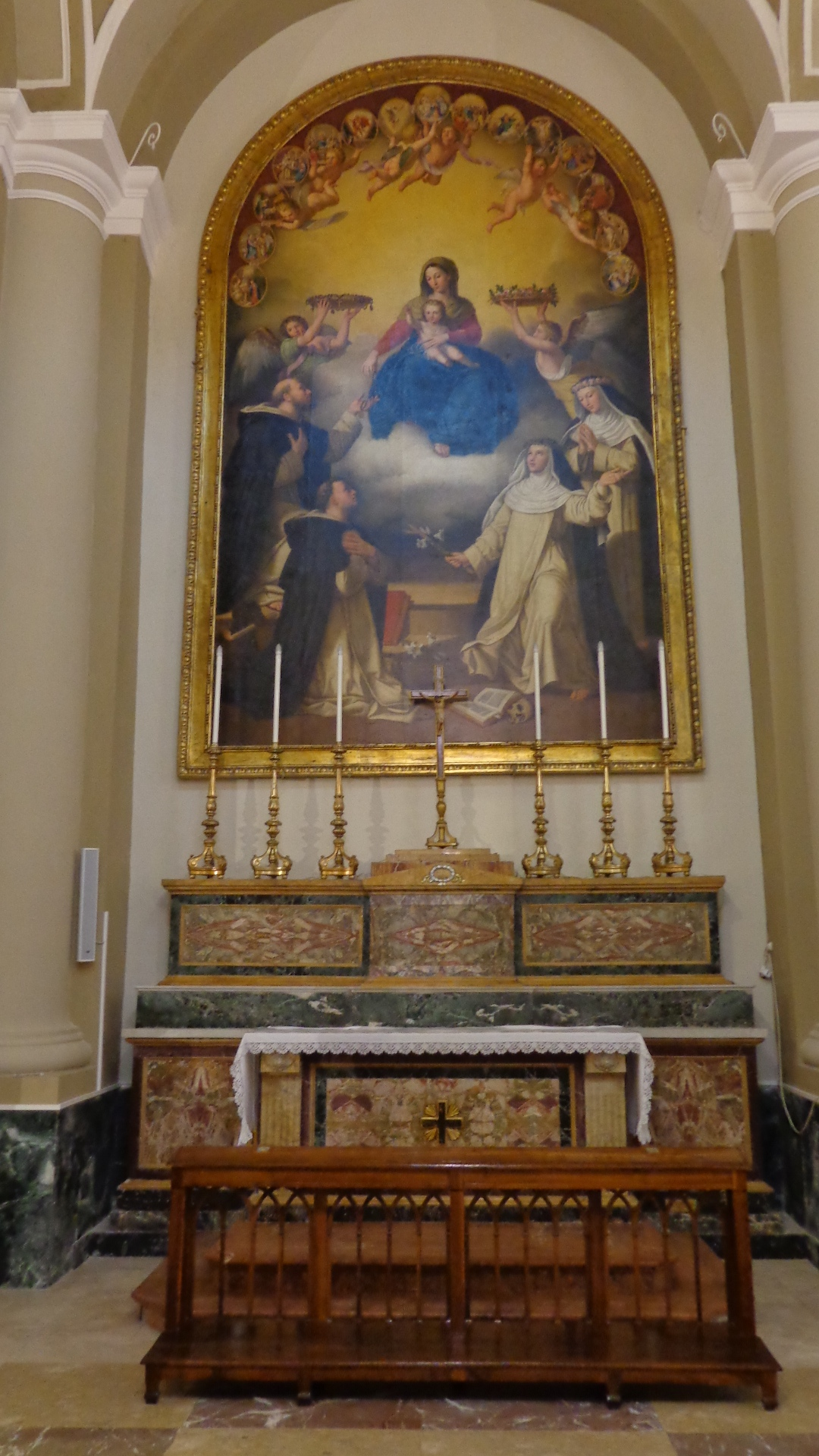
Madonna di Pompei, Chiesa di Sant'Isidoro